# Никоново (Селижаровский район)
Никоново — деревня в Селижаровском муниципальном округе Тверской области России.

## География
Расположена в центральной части Валдайской возвышенности, в лесной местности. Находится на берегу реки Большая Коша при впадении в неё ручья Сафронов; в 20 километрах к юго-востоку от районного центра Селижарово, в 6 километрах от деревни Большая Коша.

## История
До мая 2020 года входила в состав Большекошинского сельского поселения Селижаровского района.
В мае 2020 года Законом Тверской области от 23.04.2020 № 23-ЗО Селижаровский муниципальный район и входившие в его состав поселения были преобразованы в Селижаровский муниципальный округ, Селижаровский административный район преобразуется в округ Селижарово, административная единица преобразована в округ.

## Население
| 2002 | 2008 | 2010 |
| ---- | ---- | ---- |
| 11   | 3    | 5    |

Национальный состав
Согласно результатам переписи 2002 года, в национальной структуре населения русские составляли 100 % от жителей.

## Инфраструктура
Лесное хозяйство.